# Istoria Gambiei
În secolul XIV Gambia a fost invadată de către căutătorii europeni de aur. De-a lungul secolelor,  Gambia a fost ocupată de francezi, englezi, și pentru o scurtă perioadă de timp de olandezi. Sec. XVI se identifică cu 'traficul' de slavi de către europeni spre America. 
Ziua Independenței: pe 4 octombrie 1963 s-au inițiat primele pregătiri pentru independență, ceea ce pe 8 februarie 1965 a devenit o realitate. Pe 24 aprilie 1970, Gambia a fost declarată republică. Nimic nu se schimbă cu excepția numelui capitalei care din  Bathurst se transformă în Banjul. Acest lucru a avut loc abia in 1973: 18 februarie, Ziua Independenței.